# Jo-Anne Ritchie
Jo-Anne (Joanne) Ritchie (* in Kelowna) ist eine ehemalige kanadische Triathletin und Triathlon-Weltmeisterin (1991).

## Werdegang
Jo-Anne Ritchie studierte an der Simon Fraser University.
Sie wurde 1991 kanadische Triathlon-Meisterin und konnte diesen Titel 1992 erfolgreich verteidigen.

### Triathlon-Weltmeisterin 1991
1991 wurde sie Triathlon-Weltmeisterin auf der Kurzdistanz (1,5 km Schwimmen, 40 km Radfahren und 10 km Laufen). Sie startete fünf Mal bei Triathlon-Weltmeisterschaften und konnte sich davon dreimal auf dem Podium platzieren.
1993 konnte sie auch den Triathlon World Cup gewinnen – diese Rennserie war der Vorgänger der heutigen Weltmeisterschafts-Rennserie der International Triathlon Union (ITU).
Im Februar 2000 wurde sie für ihre sportlichen Erfolge mit dem „Triathlon Canada’s Hall of Fame“ geehrt.

## Sportliche Erfolge
| Datum/Jahr    | Rang | Wettbewerb                        | Austragungsort | Zeit     | Bemerkung                                                                           |
| ------------- | ---- | --------------------------------- | -------------- | -------- | ----------------------------------------------------------------------------------- |
| 22. Aug. 1996 | 27   | ITU Triathlon World Championships | Cleveland      | 01:58:21 | Triathlon-Weltmeisterschaft (Kurzdistanz)                                           |
| 12. Nov. 1995 | 8    | ITU Triathlon World Championships | Cancún         | 02:07:07 |                                                                                     |
| 1993          | 1    | ITU Triathlon World Cup           |                |          | Triathlon-Weltcup-Siegerin der ITU                                                  |
| 22. Aug. 1993 | 3    | ITU Triathlon World Championships | Manchester     | 02:08:46 |                                                                                     |
| 12. Sep. 1992 | 2    | ITU Triathlon World Championships | Huntsville     | 02:03:21 | Triathlon-Vize-Weltmeisterin (Kurzdistanz), hinter der Australierin Michellie Jones |
| 13. Okt. 1991 | 1    | ITU Triathlon World Championships | Queensland     | 02:02:04 | Triathlon-Weltmeisterin (Kurzdistanz)                                               |

(DNF – Did Not Finish)